# Шуляковский, Виктор Александрович
Виктор Александрович Шуляковский (3 июля 1945 — 7 мая 2023) — российский актёр театра и кино, заслуженный артист России (2008).

## Биография
Родился 3 июля 1945 года.
В 1973 году окончил Театральное училище им. Щукина. После училища один сезон играл в театре им. Гоголя.
В 1974 году перешёл в Театр на Таганке, где стал ведущим актёром.
Скончался 7 мая 2023 года. Похоронен на Хованском кладбище.

## Семья
- Дед — Виктор Александрович Шуляковский, служил смотрителем зданий Юго-западной железной дороги.
- Отец — Александр Викторович Шуляковский (1906—1979), инженер, музыкант, музыкальный мастер. После ухода на пенсию он сделал несколько гитар для Владимира Высоцкого и других актёров театра на Таганке[4].

## Награды
- Заслуженный артист России (2008).

## Работы в театре
- «Владимир Высоцкий» (вариант 1981 года)
- «Дом на набережной» — директор школы
- «Замок» — Староста, Галатер
- «Мизантроп» — Клитандр
- «Ревизская сказка»
- «Евгений Онегин» — Ленский
- «До и после» — исполнитель бриколажа
- «Живаго (доктор)»
- «Мастер и Маргарита» — Иоганн Штраус, Оркестр, Варенуха, Литераторы, Афраний
- «Театральный роман» — Валюн-Горностаев-Писатель
- «Фауст» — дирижирует и играет на гитаре
- «Хроники» — Шеллоу, Сомерсет
- «Шарашка» — Рюмин

## Фильмография
1. 1980 — Эскадрон гусар летучих — Можеро
2. 1982 — Этот фантастический мир (выпуск 7 «Принцип неопределенности») — Володя
3. 1984 — Мёртвые души — губернатор
4. 1988 — Запретная зона — возмущённый жилец
5. 1988 — Следствие ведут ЗнаТоКи. Без ножа и кастета (дело № 21) — «Халат», расхититель
6. 1988 — У войны не женское лицо
7. 1993 — Серые волки — Алексей Иванович Аджубей
8. 2005 — Бумер. Фильм второй — эпизод
9. 2012 — Жизнь и судьба — Дрелинг (в титрах Виктор Шуликовский)

## Издательства
- Юрий Кувалдин.Собрание сочинений в десяти томах.— Изд-во Книжный сад, 2006.— 524с.— ISBN 978-5-85676-119-0.
- Валерий Перевозчиков.Правда смертного часа: Владимир Высоцкий, год 1980-й.— САМПО, 1998.— 296с.— ISBN 978-5-89659-004-0.
- Nasha ulit͡sa.— Izd-vo "Knizhnyĭ sad", 2004.— 500с.